# Gastronomía de Guipúzcoa

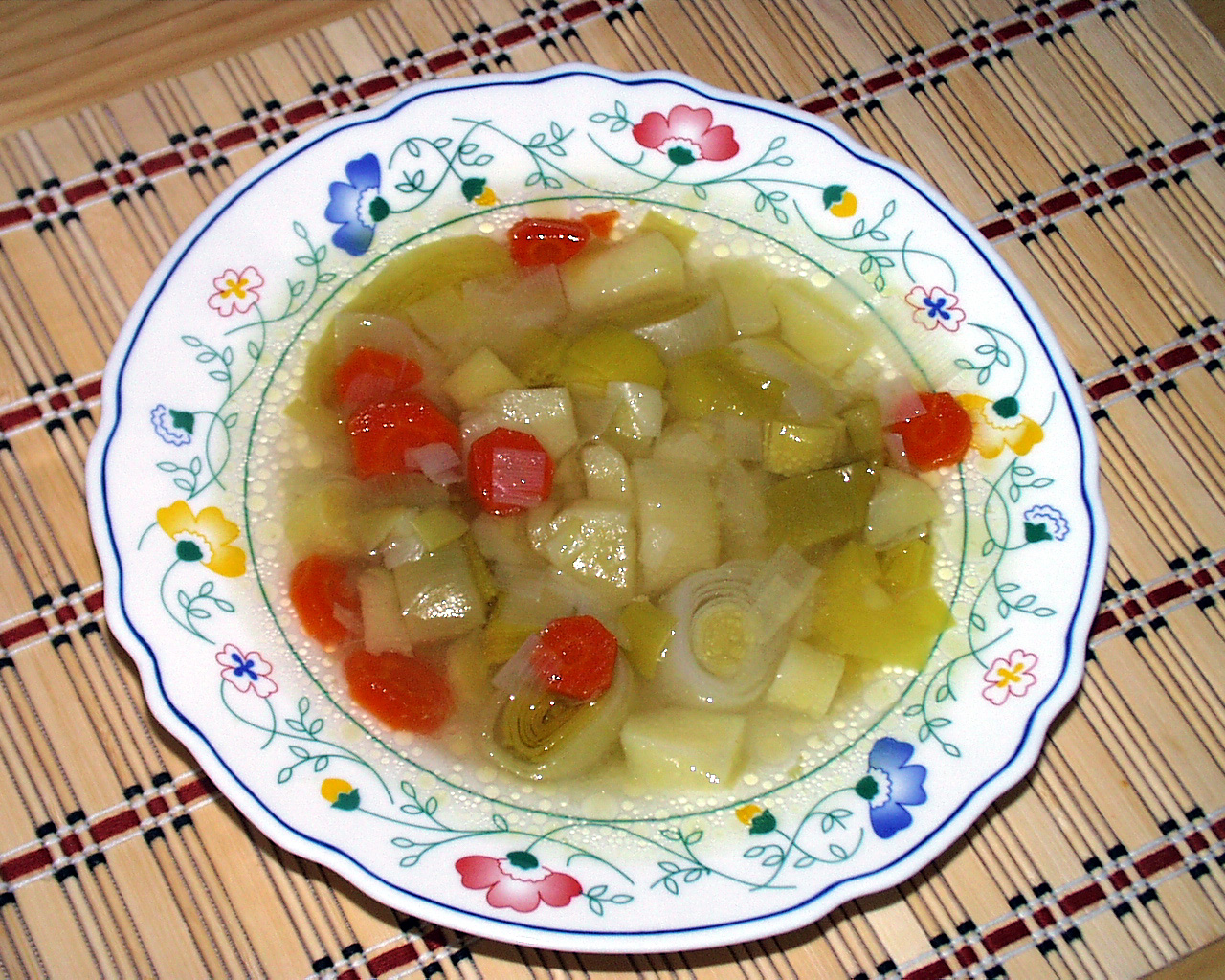
Un plato de Porrusalda.

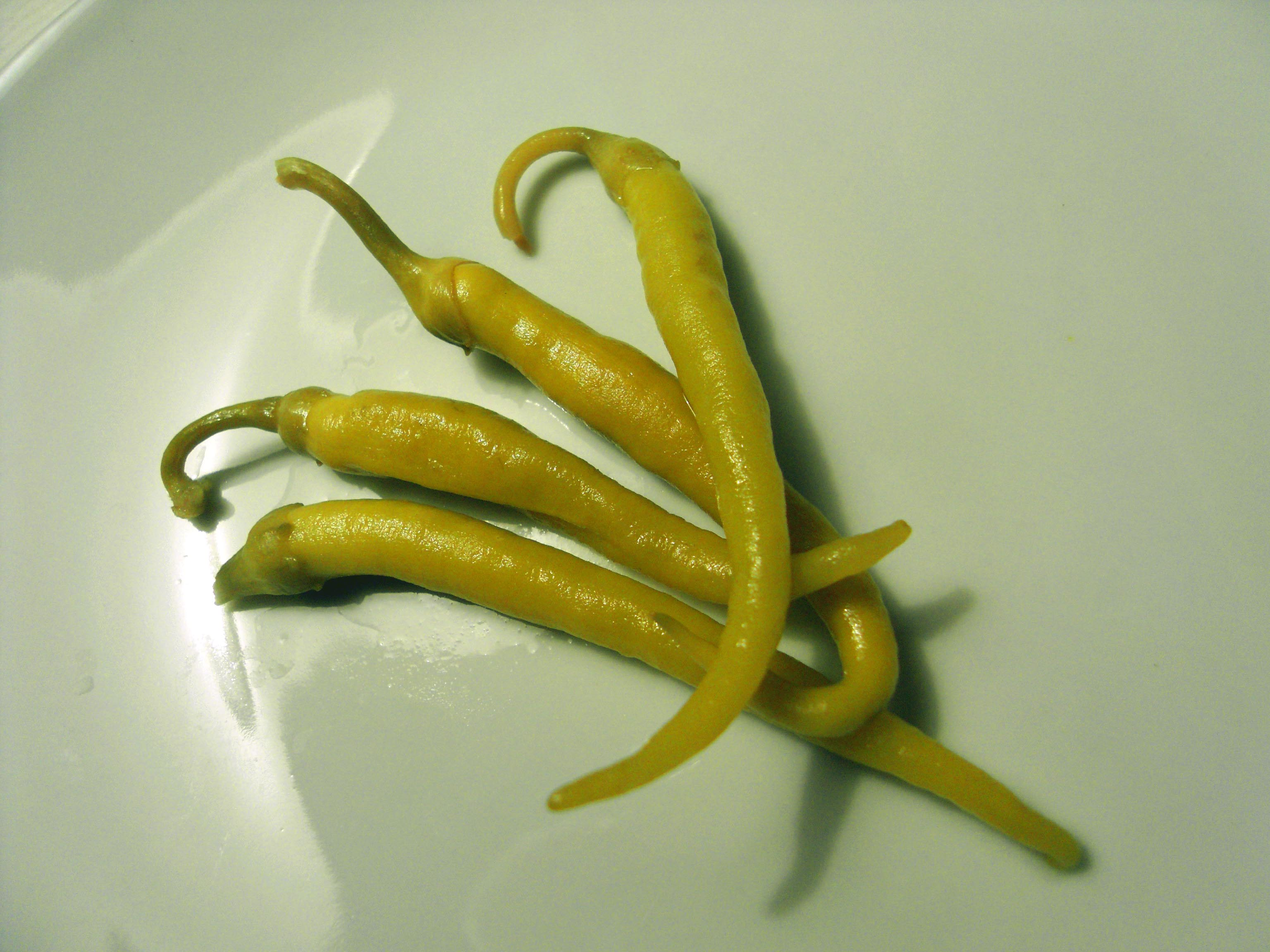
Guindilla de Ibarra.

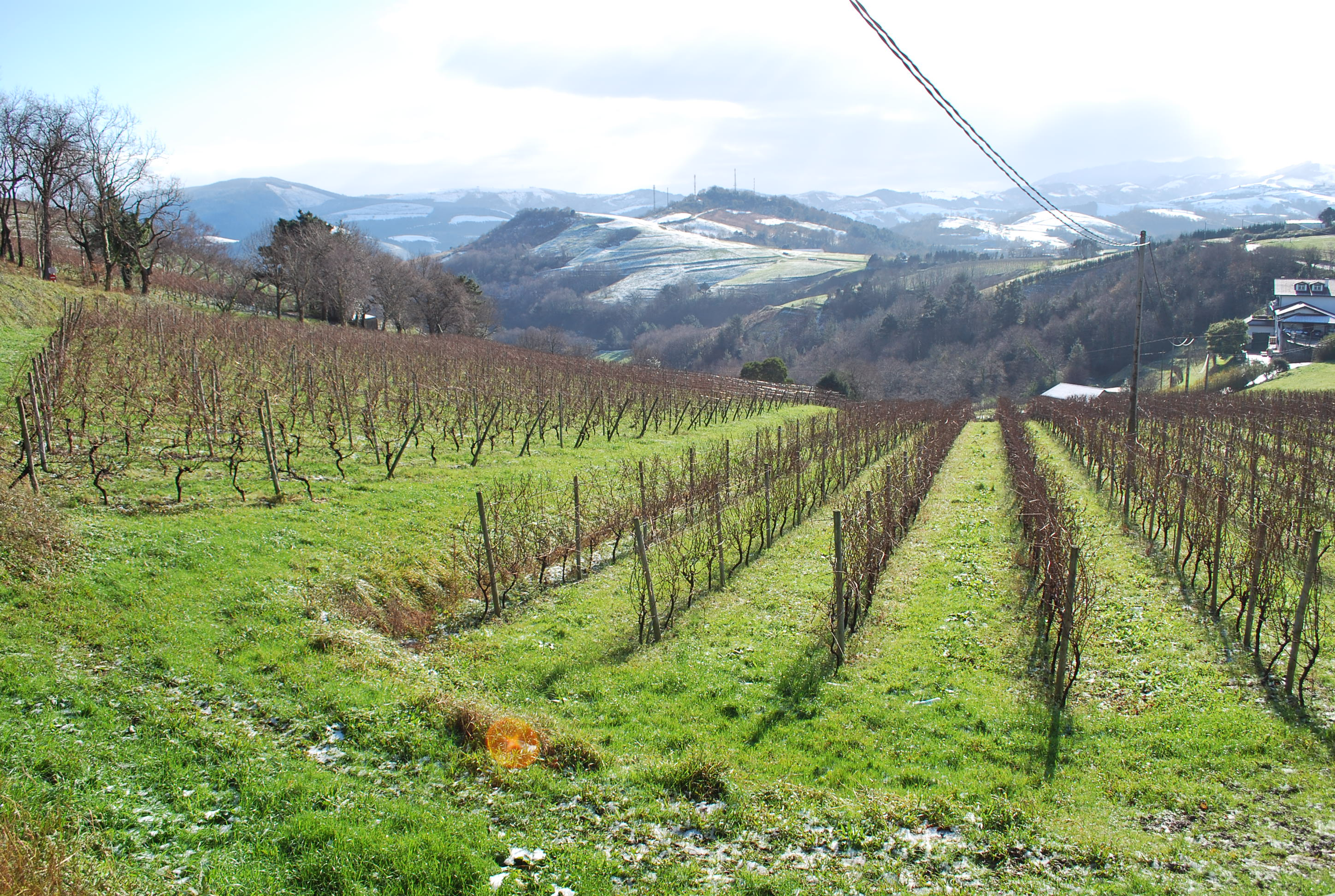
Viñedos de Txakolí en Zarauz

La Gastronomía de Guipúzcoa es el conjunto de platos y costumbres culinarias existentes en la provincia o territorio histórico de Guipúzcoa (País Vasco), la menos extensa de las provincias de España. La principal ciudad y agrupación de habitantes es San Sebastián, es por esta razón por la que a menudo se hace referencia a la Gastronomía de San Sebastián (Siendo la ciudad del mundo con mayor número de estrellas Michelin por metro cuadrado). Entre los representantes de su cocina moderna se encuentran Juan María Arzak, Pedro Subijana, Martín Berasategui o Andoni Luis Aduriz. Es provincia de sociedades gastronómicas y pintxos (servidos con un vaso de cerveza denominado zurito). 

## Historia
El municipio de Mendaro es famoso por sus chocolates artesanos. La tradición chocolatera de Mendaro se remonta al siglo XVIII y se debe a la confluencia de dos factores. En esa época comenzó a llegar a Guipúzcoa cacao procedente de Venezuela a través de la Real Compañía Guipuzcoana de Caracas y por otro lado hacia 1800 se afincó en Mendaro una familia de origen francés (Saint Girons) que trajo consigo una tradición repostera a la que era ajena la comarca. En 1850 se funda la empresa Chocolates de Mendaro-Saint Girons, que aún hoy en día sigue fabricando los chocolates, trufas y bombones de forma artesanal.

## Ingredientes
En muchos de los municipios podemos encontrar una gran variedad de platos típicos, compuestos principalmente de pescado y mariscos.

### Verdura y hortaliza
Una de las preparaciones culinarias de la provincia en relación con las hortalizas, concretamente una sopa de puerros es la purrusalda. Son conocidas en el terreno de las legumbres las alubias de Tolosa. Se caracteriza por ser una alubia totalmente negra y uniforme. No requiere hidratación, por lo que no es necesario dejarla en remojo horas antes, como sucede con otro tipo de alubias. Es de carne mantequillosa y firme: si se cuece bien no debe romperse. Son populares los cocidos con berzas. Entre los cocidos de la zona existe un cocido guipuzcoano, elaborado con judías, sin garbanzos.

### Pescados y carnes
Entre las preparaciones de carne el cerdo se tienen las magras de cerdo. La tripotxa elaborada con los intestinos y el bofe del cordero. Existen platos de caza muy populares como el jabalí (Hernani). 
Los pescados, al ser una provincia costera, son abundantes. Una de las preparaciones es el bacalao al pil pil, las cocochas de bacalao (denominadas kokotxas) servidas a veces en salsa verde, la zurrukutuna de bacalao, las ventrechas o ijadas de atún, la "Merluza rellena de marisco", el bonito a la orriotarra (mechado con tocino), la merluza a la koskera. Con congrio se elabora una sopa. El pastel de cabracho. Las anguilas se preparan de forma especial en San Sebastián (anguilas a la donostiarra), que se rebozan y se fríen. Dentro de los platos de volatería se encuentra el guiso de pollo a la iruñesa que consiste en un pollo relleno de jamón y repollo.
También es muy famosos comer pan con alioli y aceitunas de allí.

## Repostería
Entre las preparaciones reposteras de la provincia se encuentran las Tejas y Cigarrillos de Tolosa y los Xaxus. Es tradición en Fuenterrabía , Irún y Rentería que el 25 de abril (Día de San Marcos) las madrinas obsequien a sus ahijados con una opila de San Marcos (pastel de bizcocho con huevos duros).